# Sensibilità chimica multipla
La sensibilità chimica multipla è un termine creato da alcuni medici statunitensi che affermano di aver identificato un nuovo tipo di malattia, a loro dire causata dal moderno stile di vita. Questa malattia consisterebbe nell'impossibilità di tollerare un certo ambiente chimico o una certa classe di sostanze.
La diagnosi di MCS e l'esistenza stessa della patologia sono fortemente dubbie e controverse: alcune delle principali società medico-scientifiche statunitensi hanno escluso la sua natura organica ed è stato rilevato che si tratta frequentemente di sintomatologie psicosomatiche e psicologiche di tipo somatoforme con forti componenti di stress ed autosuggestione.
Per l'Organizzazione mondiale della sanità si tratta di una condizione patologica assimilabile all'elettrosensibilità, cioè priva di evidenti basi tossicologiche o fisiologiche e di verifiche indipendenti.
Il Ministero della Salute italiano la definisce come «un disturbo cronico, reattivo all’esposizione a sostanze chimiche, a livelli inferiori rispetto a quelli generalmente tollerati da altri individui, e in assenza di test funzionali in grado di spiegare segni e sintomi» la cui «reale esistenza e definizione (...) è oggetto di ampio dibattito a livello scientifico».

## Epidemiologia e storia
L'allergologo Theron G. Randolph (1906-1995) fu il primo ad ipotizzare l'esistenza della malattia, annoverandone tra le possibili cause l'esposizione a prodotti chimici sintetici ed una possibile "saturazione" del corpo umano per una continua esposizione ad essi; questa teoria non ha trovato però fondamento scientifico poiché reazioni allergiche provocate da minime dosi di composti chimici vanno contro il principio di correlazione tra dose ed effetto.
Inoltre la ricerca clinica ha dimostrato l'alta prevalenza di disturbi somatoformi in coloro che credono di essere affetti dalla presunta MCS.
La varietà e la genericità dei sintomi di cui dichiarano di soffrire le persone cui è stata diagnosticata una presunta MCS contribuisce a renderne ulteriormente dubbia la sua esistenza, almeno come patologia organica riconoscibile: non esistono infatti due pazienti che presentano i medesimi sintomi o la medesima risposta ad una stessa sostanza o situazione.
Nel 2007 la Regione Emilia-Romagna ha aperto a Bologna un centro regionale, presso il Policlinico Sant'Orsola-Malpighi, per la realizzazione di percorsi personalizzati di diagnosi e cura delle persone soggette a MCS, specificando però come non esistessero evidenze scientifiche «sufficienti alla definizione di un protocollo diagnostico e di follow up per i pazienti», e ha inserito la sensibilità chimica multipla nell'elenco regionale delle malattie rare; si è poi costituito un ente interdisciplinare tra Emilia-Romagna e Toscana, con lo scopo di approfondire lo studio della MCS.
A livello nazionale è stata istituita presso l'Istituto Superiore di Sanità una task force per revisionare la letteratura scientifica e produrre un documento relativo al percorso assistenziale; il Consiglio superiore di sanità, valutato il documento redatto dall'ISS, ha espresso un parere ufficiale il 30 settembre 2008.
In esso definiva che la MCS non si caratterizza come entità nosologicamente individuabile, date le scarse evidenze scientifiche; che essa non può essere considerata malattia rara, vista la prevalenza dei sintomi tra il 2 e il 10% della popolazione; che il Servizio Sanitario Nazionale sia già in grado di fornire assistenza adeguata ai soggetti che mostrano i sintomi di intolleranze all'esposizione a sostanze chimiche attraverso le cure primarie e specialistiche esistenti nell'ambito dei Livelli Essenziali di Assistenza garantiti a tutti i cittadini.
La MCS è stata pertanto depennata dall'elenco regionale delle malattie rare, ma l'ambulatorio bolognese è stato mantenuto e offre esami di laboratorio e specialistici, supporto psicologico, terapie farmacologiche finalizzate al trattamento della sintomatologia.
Anche la Regione Lazio ha attivato un centro di riferimento per la MCS, presso il Policlinico Umberto I.

## Eziologia
Le reali esistenza ed eziologia della MCS sono ancora oggetto di dibattito: la diagnosi di MCS viene spesso applicata a persone che presentano sintomi singolarmente riconducibili ad allergie convenzionali, infezioni o reazioni psicosomatiche allo stress.

### Origine psicologica
La comunità scientifica, in base agli studi attualmente disponibili, ritiene che la MCS sia un disturbo di natura psicosomatica, vista l'elevata presenza di pazienti con problematiche psicologiche o di comuni allergie tra coloro che si autodefinivano affetti da MCS; è stata rilevata un'incidenza di sintomatologie psichiatriche in circa il 75% dei pazienti che credevano o autodichiaravano di soffrire di MCS.
In alcuni studi si è osservato che i pazienti non hanno avuto le manifestazioni allergiche quando sono stati inconsapevolmente esposti alle sostanze cui ritenevano di essere allergici, mentre hanno avuto reazioni allergiche dopo esposizione a sostanze inerti (aria purificata, soluzioni saline) volutamente loro presentate come la sostanza ritenuta allergenica (effetto nocebo).
Sembra emergere quindi che in molti casi i disturbi siano correlati solo ad una "percezione soggettiva" di esposizione e a fattori psicologici con forti componenti di stress e autosuggestione, più che ad un'esposizione effettiva ed in altri casi i sintomi siano semplicemente attribuibili a comuni forme allergiche.

### Sostanze chimiche
Molte sostanze chimiche sono indicate come attivatori dei sintomi della MCS, in particolare quelle emananti forti odori; queste sostanze includono detergenti, pesticidi, profumi, gas di scarico dei veicoli, prodotti utilizzati in negozi di barbiere e saloni di bellezza, tappeti nuovi, mobili nuovi, cloro in acqua, inchiostro, farmaci, coloranti e meno comunemente fumo di legna e di tabacco.
Uno studio riporta che le persone che soffrono di MCS potrebbero avere una disfunzione neurologica nelle zone dedicate all'elaborazione dell'odore nel cervello. In una percentuale di pazienti l’ipotesi tenuta in maggior considerazione, scartata quella di un problema di tipo psichiatrico, è che la malattia sia causata da una ridotta capacità di metabolizzazione delle sostanze xenobiotiche a causa di una carenza genetica o della rottura dei meccanismi enzimatici di metabolizzazione a seguito della esposizione tossica.

### Altre ipotesi sulla patogenesi
Secondo la teoria elaborata da Randolph, nel tempo il corpo umano potrebbe essere saturato dalla continua esposizione a piccole dosi di prodotti chimici, fino a quando la tolleranza verso di essi verrebbe annullata creando una condizione in cui anche ulteriori minime tracce di sostanze sarebbero in grado di scatenare una reazione allergica. Questa posizione personale di Randolph non trova però riscontro nelle conoscenze mediche, cliniche e scientifiche: infatti è noto da tempo che esistono sostanze capaci di accumularsi nei grassi o nei tessuti dell'organismo, ad esempio il mercurio, senza in genere causare allergie, bensì danni agli organi in cui si accumulano o che sono deputati alla loro rimozione, ad esempio il fegato o i reni.
Un'ipotesi esplicativa differente dei presunti sintomi di sensibilizzazione è stato proposto da H.R. Eriksen e da H. Ursin in un articolo pubblicato nell'aprile 2004. Essi propongono il termine subjective health complaints («disturbi soggettivi della salute») per la MCS e per numerose altre condizioni altrettanto vaghe come la spossatezza, il dolore muscolo-scheletrico cronico, il dolore lombare, la sindrome da affaticamento cronico e la fibromialgia. Secondo Eriksen e Ursin «questi disturbi sono basati su sensazioni che per la maggior parte delle persone rientrano tra i normali processi fisiologici; in alcuni individui queste sensazioni diventano intollerabili, in alcuni casi manifestandosi per via psicosomatica, in altri casi no».

## Clinica

### Segni e sintomi
Tra i sintomi lamentati, solitamente aspecifici, si annoverano i seguenti: 
- difficoltà respiratorie, dolori toracici, sintomi allergici (febbre da fieno, rinite allergica, sinusite) e asma
- irritazione della pelle, dermatiti da contatto, orticaria, prurito ed altre forme di eruzione cutanea
- disturbi urinari
- emicrania
- "annebbiamento mentale" (amnesia a breve termine, disfunzioni cognitive)
- modificazioni della personalità acute ed improvvise (attacchi di panico, fobie, aggressività immotivata, disturbi d'ansia)
- difficoltà digestive, dispepsia, nausea, indigestione, bruciore di stomaco, vomito, diarrea
- multiple intolleranze a cibi, più o meno clinicamente identificabili, ad esempio intolleranza al lattosio, sensibilità al glutine e celiachia, a crostacei, noci, arachidi e nocciole, ecc.
- dolore ai muscoli (mialgia) e alle articolazioni (artralgia), spasmofilia:[22] crampi muscolari, spasmi, mioclonie, fascicolazioni benigne, tremori muscolari, nistagmo, paresi transitoria con spasticità
- senso di affaticamento (astenia acuta o cronica) e letargia
- vertigine e capogiro
- senso dell'olfatto ipersensibilizzato verso alcuni odori, in assenza o presenza di rinite
- ipersensibilità alle fragranze vegetali (terpeni)

### Risvolti psicologici
In vari studi si evidenzia che circa la metà dei pazienti che ricercano un trattamento curativo per i sintomi della MCS presenta anche i sintomi tipici della depressione e di uno stato ansioso. Poiché gran parte di queste persone elimina molte categorie di cibo nel tentativo di ridurre i sintomi da MCS è difficile focalizzare le ricerche sulla dieta di questi soggetti

## Trattamento
L'uso di alcuni farmaci antidepressivi è stato di netto giovamento in alcuni casi, ma una validità generale di questi trattamenti è ancora da stabilire.
Di solito si attua un trattamento sintomatico della sindrome, anche cercando di evitare le sostanze scatenanti, se in effetti vi è correlazione. Si possono assumere integratori di supporto psicofisico come la vitamina C o anti-allergici (antistaminici e cortisonici).

## Esposizione eccessiva a campi elettromagnetici
La OMS assimila la Sensibilità chimica multipla alla elettrosensibilità. Per quest'ultima rileva che studi ben controllati hanno mostrato come i sintomi non sono causati dai campi elettromagnetici e che ci sono alcune indicazioni che questi sintomi sono dovuti a preesistenti condizioni psichiatriche e stress o sono causati dalla stessa paura dei campi elettromagnetici.